# Scottish FA Cup 1878/79
Der Scottish FA Cup wurde 1878/79 zum 6. Mal ausgespielt. Der wichtigste Fußball-Pokalwettbewerb im schottischen Vereinsfußball wurde vom Schottischen Fußballverband geleitet und ausgetragen. Er begann am 21. September 1878 und endete mit dem Wiederholungsfinale am 26. April 1879 im Hampden Park von Glasgow. Als Titelverteidiger startete der FC Vale of Leven in den Wettbewerb, der im Finale des Vorjahres gegen Third Lanark gewonnen hatte. Im diesjährigen Endspiel um den Schottischen Pokal traf der Titelverteidiger aus Alexandria auf die Glasgow Rangers. Die Vales erreichten zum dritten Mal infolge das Endspiel. Die Rangers nahmen nach 1877 zum zweiten Mal am Finale teil. Im ersten Finalspiel gab es ein 1:1. Aufgrund eines vermeintlich nicht gegebenen Tores für die Rangers legte der Verein Protest ein. Zu einem sieben Tage später angesetzten Wiederholungsfinale  traten die Rangers allerdings nicht an. So gewannen die Vales zum 3. Mal in der Vereinsgeschichte den Pokal.

## 1. Runde
Ausgetragen wurden die Begegnungen am 21. und 28. September sowie am 5. Oktober 1878. Die Wiederholungsspiele fanden am 5. Oktober 1878 statt. Die Mannschaften die im jeweiligen Wiederholungsspiel Unentschieden gegeneinander spielten kamen eine Runde weiter.
|                                | Ergebnis |                                      |
| ------------------------------ | -------- | ------------------------------------ |
| Barrhead Rangers               | 2:0      | FC Wellington Park                   |
| FC Catrine                     | w/o      | FC Girvan                            |
| FC Clyde                       | w/o      | FC Blythswood                        |
| FC Clydesdale                  | * 0:0 *  | FC Dennistoun                        |
| Cree Rovers                    | w/o      | FC Stranraer                         |
| Heart of Midlothian            | 3:1      | Edinburgh Swifts                     |
| FC Jamestown                   | 3:1      | FC Lenzie                            |
| FC Mauchline                   | w/o      | Maybole Carrick                      |
| FC Possil Bluebell             | 8:0      | 19th Lanark Rifle Volunteers         |
| FC Queen’s Park                | 8:0      | FC Kelvinbank                        |
| FC Renton                      | w/o      | FC Star of Leven                     |
| FC Stonefield                  | w/o      | 4th Renfrew Rifle Volunteers         |
| FC Thistle                     | 2:0      | FC Possilpark                        |
| FC Vale of Leven               | 6:0      | FC Alclutha                          |
| FC Wellpark                    | w/o      | FC Govanhill                         |
| 1st Lanark Rifle Volunteers    | 0:0      | FC Parkgrove                         |
| 3rd Edinburgh Rifle Volunteers | 3:1      | FC Brunswick                         |
| FC Airdrie                     | 7:0      | FC Avondale                          |
| FC Alexandria                  | 2:2      | Renton Thistle                       |
| Alexandra Athletic             | 3:1      | FC Jordanhill                        |
| FC Arbroath                    | 3:0      | Our Boys Dundee                      |
| FC Arthurlie                   | 4:1      | FC Cartvale                          |
| Ayr Academicals                | 4:1      | FC Cumnock                           |
| Ayr Thistle                    | 2:0      | FC Auchinleck                        |
| FC Beith                       | 1:0      | Hurlford United                      |
| FC Busby                       | 3:1      | Greenock Morton                      |
| FC Dumbarton                   | 8:1      | 10th Dumbartonshire Rifle Volunteers |
| Edinburgh Thistle              | 2:1      | FC Hanover                           |
| FC Falkirk                     | 1:0      | FC Campsie Glen                      |
| FC Glengowan                   | 4:3      | FC Mount Vernon                      |
| Govan Athletic                 | 7:0      | FC Ailsa                             |
| Hamilton Academical            | 3:1      | FC Uddingston                        |
| FC Havelock                    | 1:7      | Third Lanark                         |
| FC Helensburgh                 | 4:0      | Kilmarnock Thistle                   |
| Hibernian Edinburgh            | 5:2      | FC Dunfermline                       |
| FC John Elder                  | 7:0      | FC Blackfriars                       |
| FC Kilmarnock                  | 0:2      | FC Kilbirnie                         |
| FC Lanemark                    | 2:2      | Kilmarnock Athletic                  |
| FC Lenzie                      | 3:0      | Milngavie Thistle                    |
| FC Levern                      | 1:1      | 23rd Renfrewshire Rifle Volunteers   |
| FC Maybole Ladywell            | 3:0      | FC Tarbolton                         |
| FC Oxford                      | 0:0      | FC Derby                             |
| FC Partick                     | 2:2      | FC Northern                          |
| FC Petershill                  | 4:2      | FC Albatross                         |
| FC Portland                    | 9:0      | FC Dean                              |
| Glasgow Rangers                | 3:0      | FC Shaftesbury                       |
| FC Renfrew                     | 1:1      | 17th Renfrew Rifle Volunteers        |
| FC Rob Roy                     | 1:0      | FC Coupar Angus                      |
| FC Stonelaw                    | 4:0      | FC East Kilbride                     |
| FC Thornliebank                | 3:0      | FC Glenkilloch                       |
| Dumbarton Union                | 1:0      | FC Rosslyn                           |
| FC Upper Clydesdale            | 12:00    | FC Newmilns                          |
| FC Vale of Teith               | 1:0      | FC Clifton                           |
| FC Whitefield                  | 10:00    | FC Telegraphists                     |
| FC Whiteinch                   | 3:3      | Pollokshields Athletic               |
| FC Annan                       | 0:3      | Queen of the South Wanderers         |
| FC Caledonian                  | 0:2      | FC South Western                     |
| FC Shotts                      | 3:0      | FC Drumpellier                       |
| FC Strathblane                 | 8:1      | Bonnybridge Grasshoppers             |

### Wiederholungsspiele
|                                    | Ergebnis |                             |
| ---------------------------------- | -------- | --------------------------- |
| 17th Renfrew Rifle Volunteers      | 1:2      | FC Renfrew                  |
| 23th Renfrewshire Rifle Volunteers | 0:1      | FC Levern                   |
| Kilmarnock Athletic                | 4:0      | FC Lanemark                 |
| FC Northern                        | 0:2      | FC Partick                  |
| FC Oxford                          | 1:1      | FC Derby                    |
| FC Parkgrove                       | 6:2      | 1st Lanark Rifle Volunteers |
| Pollokshields Athletic             | 3:3      | FC Whiteinch                |
| Renton Thistle                     | 1:1      | FC Alexandria               |

## 2. Runde
Ausgetragen wurden die Begegnungen am 12. 19. und 26. Oktober 1878. Die Wiederholungsspiele fanden am 26. Oktober 1878 statt.
|                              | Ergebnis  |                                |
| ---------------------------- | --------- | ------------------------------ |
| FC Arbroath                  | w/o       | FC St. Clement’s               |
| Govan Athletic               | 2:1       | FC Oxford                      |
| Alexandra Athletic           | 3:0       | FC Burnside                    |
| FC Arthurlie                 | 3:1       | FC Busby                       |
| Barrhead Rangers             | 6:2       | FC Port Glasgow                |
| FC Beith                     | 3:1       | Ayr Thistle                    |
| FC Catrine                   | 3:1       | FC Maybole Ladywell            |
| FC Derby                     | 3:1       | FC Whiteinch                   |
| Heart of Midlothian          | 1:0       | Edinburgh Thistle              |
| FC Helensburgh               | 4:1       | FC Alexandria                  |
| Hibernian Edinburgh          | 3:0       | 3rd Edinburgh Rifle Volunteers |
| FC Jamestown                 | 7:0       | FC Upper Clydesdale            |
| FC John Elder                | 4:0       | FC Stonefield                  |
| FC Kilbirnie                 | 0:2       | Kilmarnock Athletic            |
| FC Levern                    | 1:2       | FC Renfrew                     |
| FC Mauchline                 | 5:1       | Ayr Academicals                |
| FC Parkgrove                 | 1:0       | FC Union Dumbarton             |
| FC Partick                   | 2:1       | FC Possil Bluebell             |
| Pollokshields Athletic       | 0:6       | FC Queen’s Park                |
| FC Portland                  | 4:1       | FC Thornliebank                |
| Queen of the South Wanderers | 3:0       | Cree Rovers                    |
| Glasgow Rangers              | 6:1       | FC Whitefield                  |
| FC Renton                    | 1:6       | FC Dumbarton                   |
| FC Rob Roy                   | 3:1       | FC Vale of Teith               |
| FC Shaugran                  | 1:0       | FC Lenzie                      |
| FC Shotts                    | 1:1       | FC Clarkston                   |
| FC South Western             | * 5:0 *   | FC Petershill                  |
| FC Stonelaw                  | 2:0       | Hamilton Academical            |
| FC Strathblane               | 1:0       | FC Falkirk                     |
| Third Lanark                 | 8:1       | FC Wellpark                    |
| FC Thistle                   | 4:1       | FC Clyde                       |
| FC Glengowan                 | ** 2:0 ** | FC Airdrie                     |
| FC Vale of Leven             | 11:00     | Renton Thistle                 |

### Wiederholungsspiele
|                  | Ergebnis |               |
| ---------------- | -------- | ------------- |
| FC Clarkston     | w/o      | FC Shotts     |
| FC South Western | 8:0      | FC Petershill |

## 3. Runde
Ausgetragen wurden die Begegnungen am 2., 9. und 16. November 1878.
|                         | Ergebnis |                              |
| ----------------------- | -------- | ---------------------------- |
| FC Queen’s Park         | w/o      | University of Glasgow        |
| Third Lanark            | 2:1      | FC South Western             |
| Alexandra Athletic      | 2:0      | FC John Elder                |
| FC Beith                | 7:1      | Barrhead Rangers             |
| FC Dumbarton            | 5:0      | FC Strathblane               |
| Govan Athletic          | 4:0      | FC Derby                     |
| Heart of Midlothian     | 2:1      | FC Arbroath                  |
| FC Helensburgh          | 2:0      | FC Shaugran                  |
| Kilmarnock Athletic     | 5:0      | Queen of the South Wanderers |
| FC Mauchline            | 4:1      | FC Arthurlie                 |
| FC Portland             | 3:0      | FC Catrine                   |
| Glasgow Rangers         | 8:2      | FC Parkgrove                 |
| FC Stonelaw             | 1:0      | FC Clarkston                 |
| FC Thistle              | * 2:1 *  | FC Partick                   |
| FC Vale of Leven        | 15:00    | FC Jamestown                 |
| University of Edinburgh | 2:5      | Hibernian Edinburgh          |
| FC Renfrew              | bye      |                              |
| FC Rob Roy              | bye      |                              |

## 4. Runde
Ausgetragen wurden die Begegnungen am 30. November 1878. Das Wiederholungsspiel fand am 7. Dezember 1878 statt.
|                     | Ergebnis |                     |
| ------------------- | -------- | ------------------- |
| FC Beith            | 9:1      | Kilmarnock Athletic |
| FC Helensburgh      | 2:1      | Heart of Midlothian |
| FC Portland         | 1:1      | FC Dumbarton        |
| FC Queen’s Park     | 5:0      | FC Mauchline        |
| Glasgow Rangers     | 3:0      | Alexandra Athletic  |
| FC Renfrew          | 0:4      | Third Lanark        |
| FC Thistle          | * 2:1 *  | FC Stonelaw         |
| FC Vale of Leven    | 11:10    | Govan Athletic      |
| Hibernian Edinburgh | 9:0      | FC Rob Roy          |
| FC Partick          | bye      |                     |

### Wiederholungsspiel
|              | Ergebnis |             |
| ------------ | -------- | ----------- |
| FC Dumbarton | 6:1      | FC Portland |

## 5. Runde
Ausgetragen wurden die Begegnungen am 8. März 1879.
|                     | Ergebnis |                |
| ------------------- | -------- | -------------- |
| FC Dumbarton        | 9:1      | FC Stonelaw    |
| Hibernian Edinburgh | 1:2      | FC Helensburgh |
| FC Queen’s Park     | 5:0      | Third Lanark   |
| Glasgow Rangers     | 4:0      | FC Partick     |
| FC Vale of Leven    | 6:1      | FC Beith       |

## 6. Runde
Ausgetragen wurden die Begegnungen am 22. März 1879.
|                  | Ergebnis |                 |
| ---------------- | -------- | --------------- |
| FC Queen’s Park  | 0:1      | Glasgow Rangers |
| FC Vale of Leven | 3:1      | FC Dumbarton    |
| FC Helensburgh   | bye      |                 |

## Halbfinale
Ausgetragen wurde die Begegnung am 29. März 1879.
|                 | Ergebnis |                  |
| --------------- | -------- | ---------------- |
| FC Helensburgh  | 0:3      | FC Vale of Leven |
| Glasgow Rangers | bye      |                  |

## Finale
| FC Vale of Leven                         | FC Vale of Leven | Glasgow Rangers | Glasgow Rangers |
| ---------------------------------------- | --- | --- | --------------- |
| FC Vale of Leven                         | \| Finale \| \| 19. April 1879 in Glasgow (Hampden Park) \| \| Ergebnis: 1:1 \| \| Zuschauer: 6.000 \|                                                                                            | \| Finale \| \| 19. April 1879 in Glasgow (Hampden Park) \| \| Ergebnis: 1:1 \| \| Zuschauer: 6.000 \|                                                                              | Glasgow Rangers |
| FC Vale of Leven                         | Robert Parlane – Andrew McIntyre, Alex McLintock, J. McIntyre, Jack McPherson, John Ferguson, John McFarlane, Peter McGregor, James Baird, John McDougall, John Baird Cheftrainer: John B. Wright | Alex Vallance, Tom Vallance, George Gillespie, Willie Struthers, James Drinnan, Willie Dunlop, David Hill, Moses McNeil, Peter Campbell, Hugh McIntyre, A. Steel Cheftrainer: n. b. | Glasgow Rangers |
| FC Vale of Leven                         | John Ferguson | Willie Struthers | Glasgow Rangers |
| Finale                                   | | |                 |
| 19. April 1879 in Glasgow (Hampden Park) | | |                 |
| Ergebnis: 1:1                            | | |                 |
| Zuschauer: 6.000                         | | |                 |

## Wiederholungsfinale
| FC Vale of Leven                         | FC Vale of Leven                                                                             | Glasgow Rangers                                                                              | Glasgow Rangers |
| ---------------------------------------- | -------------------------------------------------------------------------------------------- | -------------------------------------------------------------------------------------------- | --------------- |
| FC Vale of Leven                         | \| Wiederholungsfinale \| \| 26. April 1879 in Glasgow (Hampden Park) \| \| Ergebnis: w/o \| | \| Wiederholungsfinale \| \| 26. April 1879 in Glasgow (Hampden Park) \| \| Ergebnis: w/o \| | Glasgow Rangers |
| Wiederholungsfinale                      |                                                                                              |                                                                                              |                 |
| 26. April 1879 in Glasgow (Hampden Park) |                                                                                              |                                                                                              |                 |
| Ergebnis: w/o                            |                                                                                              |                                                                                              |                 |